# Боливийска катерица
Боливийската катерица (Sciurus ignitus) е вид бозайник от семейство Катерицови (Sciuridae).

## Разпространение
Видът е разпространен в Боливия, Бразилия, Колумбия и Перу.